# Reinhardt Vieth
Reinhardt Vieth (* vor 1810 in Anhalt-Dessau; † nach 1868) war Beamter und Mitglied des Reichstags des Norddeutschen Bundes.

## Leben
Vieth war von Jugend auf in der Landwirtschaft beschäftigt und bis 1868 40 Jahre Verwalter der Dessauschen Domäne Norkitten bei Insterburg. 1851 und 1852 war er Mitglied des Preußischen Abgeordnetenhauses.
1867 war er Mitglied des Konstituierenden Reichstags des Norddeutschen Bundes für den Reichstagswahlkreis Regierungsbezirk Gumbinnen 3 und die Konservative Partei.